# كارابيكويبا
كارابيكويبا (بالإنجليزية: Carapicuíba)‏ هي مدينة، وبلديات البرازيل، تتبع ساو باولو، بلغ عدد سكانها 344596  نسمة، في 1 أغسطس 2000، تبلغ مساحتها 34.967 كيلومتر مربع، رمزها البريدي هو 06300-000 até 06399-999.

## الموقع
تشترك في الحدود مع:
- بارويري
- كوتيا
- أوساسكو.

## مدن توأم
المدن التوأم:
- ميناجيو.

## أعلام
- جانيت أركاين
- ألان لياندرو
- كارفالهو دي أوليفيرا أماوري
- تياغو فورتوزو